# Гилельс, Эмиль Григорьевич
Эми́ль (Самуи́л) Григо́рьевич Ги́лельс (6 (19) октября 1916, Одесса, Российская империя — 14 октября 1985, Москва, СССР) — советский пианист, музыкальный педагог. Герой Социалистического Труда (1976). Народный артист СССР (1954). Лауреат Ленинской премии (1962) и Сталинской премии первой степени (1946).
Один из крупнейших пианистов XX века.

## Биография
Самуил (Миля, Эмиль) Герцевич Гилельс родился 6 октября (по старому стилю) 1916 года в Одессе в еврейской семье. Отец, Герц Гиршевич (Григорий Григорьевич) Гилельс (1865—1940), уроженец Вильны, работал бухгалтером на сахарной фабрике; мать, Геся Шмулевна (Самойловна) Гилельс (урождённая Замощина, в первом браке Динер, вдова; 1877—1961), была домохозяйкой, из семьи маякского мещанина. Родители заключили брак в Одессе 1 декабря 1915 года. Через три года после Самуила (первого ребёнка в этом браке) родилась его младшая сестра Елизавета. В семье росли также дети от предыдущих браков родителей.
Заниматься игрой на фортепиано начал в возрасте пяти с половиной лет на Одесских музыкальных курсах, его первым педагогом был Яков Исаакович Ткач, у которого он учился в 1921—1929 годах. Когда Эмилю было 9 лет, Ткач дал ему характеристику, в которой написал о необыкновенном таланте этого ребенка, который "как будто родился специально для фортепианной игры, и в будущем станет пианистом мирового масштаба". Быстро добившись значительных успехов, впервые выступил на публике с сольным концертом в мае 1929 года в Одессе, исполняя сочинения Ф. Листа, Л. Бетховена, Ф. Шопена, Д. Скарлатти и других композиторов.
Окончил Одесский музыкально-театральный техникум (ныне Одесское училище искусств и культуры имени Данькевича). В 1930 году поступил в Одесский музыкально-драматический институт имени Бетховена (с 1934 года — Одесская консерватория, затем Одесская национальная музыкальная академия имени А. В. Неждановой) в класс Б. М. Рейнгбальд (по классу специальной гармонии занимался у Н. Н. Вилинского). Берту Рейнгбальд Гилельс впоследствии называл своим главным педагогом, учителем-другом.

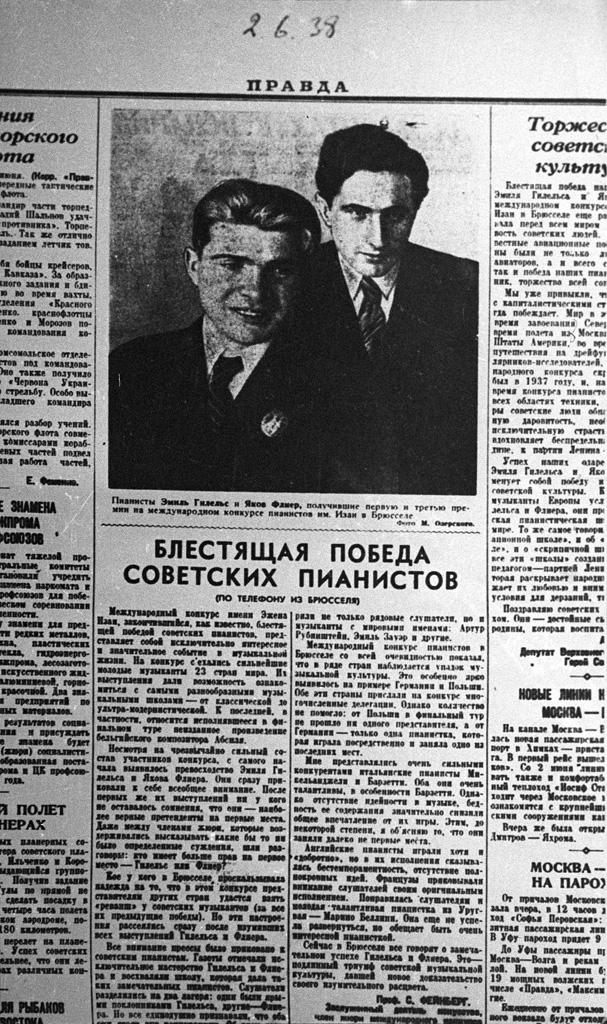
Эмиль Гилельс (слева) и Яков Флиер, получившие первую и третью премии на Международном конкурсе имени королевы Елизаветы в Брюсселе. Фото в газете «Правда». Май 1938 года

В 1931 году участвовал (вне конкурса из-за малого возраста) во 2-м Всеукраинском конкурсе пианистов в Харькове, где получил специальный приз, а вскоре познакомился с А. Рубинштейном, который восторженно отзывался о его исполнении. Игру Гилельса-подростка также высоко оценил пианист А. Боровский. Всесоюзная слава пришла к музыканту после его сенсационной победы в 1933 году на 1-м Всесоюзном конкурсе музыкантов-исполнителей, за которым последовали многочисленные концерты по СССР.

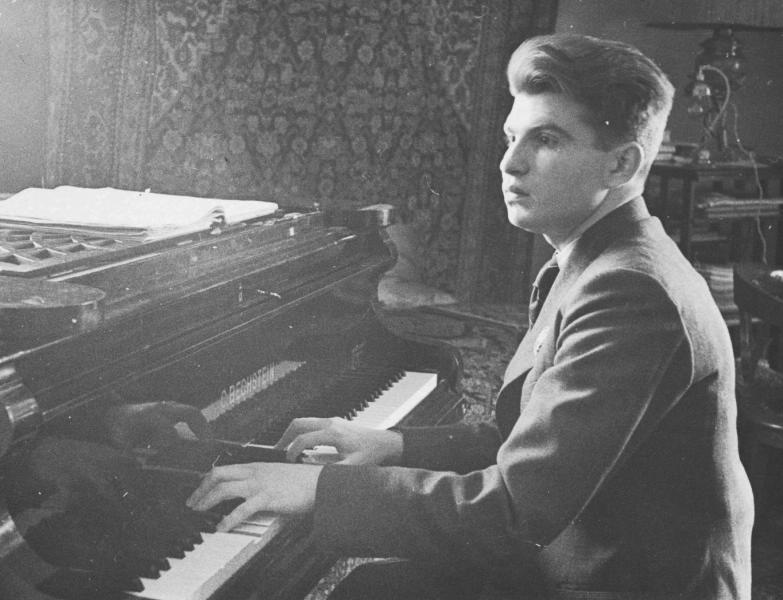
Гилельс за роялем. 1939 год.

В 1935 году окончил Одесскую консерваторию. В 1935—1938 годах совершенствовался в Школе высшего мастерства при Московской консерватории у Г. Г. Нейгауза. Стал солистом Московской государственной филармонии. Во второй половине 1930-х годов добился выдающихся международных успехов: занял 2-е место на Международном конкурсе пианистов в Вене (1936), уступив Я. В. Флиеру, а через два года выиграл сильнейший в мире Международный конкурс имени Изаи в Брюсселе, где Я. В. Флиер остался на третьем месте. Крупнейшие музыканты мира - Э. Зауэр, Л. Стоковский, О. Клемперер, А. Рубинштейн, В. Гизекинг, Р. Казадезюс и другие единодушно выразили Гилельсу восторг, а королева Бельгии Елизавета лично сделала фотографии Гилельса и на всю жизнь стала его поклонницей. После конкурса Гилельс дал концерты в Брюсселе и Париже. На Родине юный Гилельс был награжден орденом и вошел в число советских героев 30-х гг. Вернувшись в Москву, стал активно концертировать, давая свыше 100 концертов в год, и начал преподавать в консерватории в качестве ассистента Генриха Нейгауза.
В начале Великой Отечественной войны ушел в ополчение добровольцем, но был возвращен по приказу Сталина. Затем вместе с женой Розой Тамаркиной, матерью и сестрой был эвакуирован в Свердловск, но в эвакуации не жил, участвовал в военно-шефской работе, осенью 1943 года дал концерты в блокадном Ленинграде. Гилельс играл на фронте в поддержку советских вооруженных сил, сражавшихся на войне. Авторский голос говорит на кадрах кинохроники: «Гилельс играет на фронте. Им нужна была его музыка, необходимо было это величественное напоминание о ценностях, за которые стоит сражаться: бессмертная музыка!». Член ВКП(б) с 1942 года. В 1945 году выступил в Потсдаме на конференции глав правительств СССР, США, и Великобритании. После окончания войны вернулся к активной концертной и преподавательской деятельности.
В 1941-42 гг. Гилельс спас жизнь и свободу своему профессору по аспирантуре Генриху Нейгаузу, арестованному с тяжелыми политическими обвинениями. Гилельс, рискуя жизнью, попросил за него лично Сталина, который ценил молодого пианиста и называл его "Наше рыжее золото". Нейгауз был освобожден и направлен сначала в ссылку в Свердловск, а затем ему позволили вернуться к преподаванию в Московской консерватории.

Гилельс за роялем в 1950-х годах

В 1945 году впервые выступил с концертами за рубежом (став одним из первых советских музыкантов, которым было разрешено это сделать), гастролировал в ГДР, ФРГ и Западном Берлине, Италии, Испании, Португалии, Швейцарии, Франции, Бельгии, Австрии, Венгрии, Турции, Иране, Чехословакии, Великобритании и Северной Ирландии, США, Канаде, Мексике, Японии, Польше, Болгарии, Дании, странах Скандинавии и др. В 1954 году первым из советских музыкантов выступил в зале «Плейель» в Париже. В 1955 году стал первым советским музыкантом, приехавшим с концертами в США, где исполнил Первый фортепианный концерт Петра Чайковского и Третий концерт Сергея Рахманинова с Филадельфийским оркестром под управлением Юджина Орманди, а вскоре дал сольный концерт в Карнеги-холле в Нью-Йорке, прошедший с огромным успехом, и много других концертов. По просьбе Генерального секретаря ООН выступил вне программы на 10-летии ООН в штаб-квартире в Нью-Йорке, исполнив Первый концерт Чайковского под управлением Л. Бернстайна. Всего Гилельс гастролировал в Америке 14 раз, став там одним из самых любимых артистов. Концертные туры включали США, Канаду и один раз — Мексику. Одна из поездок в США была полностью посвящена серии записей пяти концертов Бетховена (1968 г., Кливленд, Кливлендский орк., дирижер Дж. Селл).
Гилельс был не только ярким солистом, но и тонким камерным музыкантом. Среди его партнеров были Квартет имени Бетховена, Квартет Большого театра, Квартет имени Бородина и «Амадеус-квартет». Часто выступал со своей младшей сестрой, скрипачкой Елизаветой Гилельс, а также с Яковом Заком. В 1950 году сформировал трио вместе с Леонидом Коганом (скрипка) и Мстиславом Ростроповичем (виолончель), которое с огромным успехом выступало и записывалось в течение 10 лет в СССР и многих странах мира. Начиная с 1970-х гг. играл в дуэте с дочерью, пианисткой Еленой Гилельс, сделал с ней записи произведений Моцарта и Шуберта, в том числе на западногерманской фирме DGG. Играл также с флейтистом А. Корнеевым и валторнистом Я. Шапиро. В ансамбле с Яковом Флиером сделал видеозапись "Наварры" Альбениса.
В 1960—1970-х годах был одним из наиболее востребованных в мире советских музыкантов, проводя на концертах и зарубежных гастролях около девяти месяцев в году. Всего за свою творческую карьеру, продолжавшуюся свыше 50 лет, дал около 3000 концертов, играя порядка 60-80 концертов ежегодно. В 1981 году после одного из концертов в Амстердаме у него случился инфаркт, от которого ему так и не удалось полностью оправиться, несмотря на то, что он вернулся к концертной деятельности. Несмотря на ухудшающееся самочувствие, почти никогда не отменял концертов. Последнее выступление пианиста состоялось в сентябре 1985 года в Хельсинки.

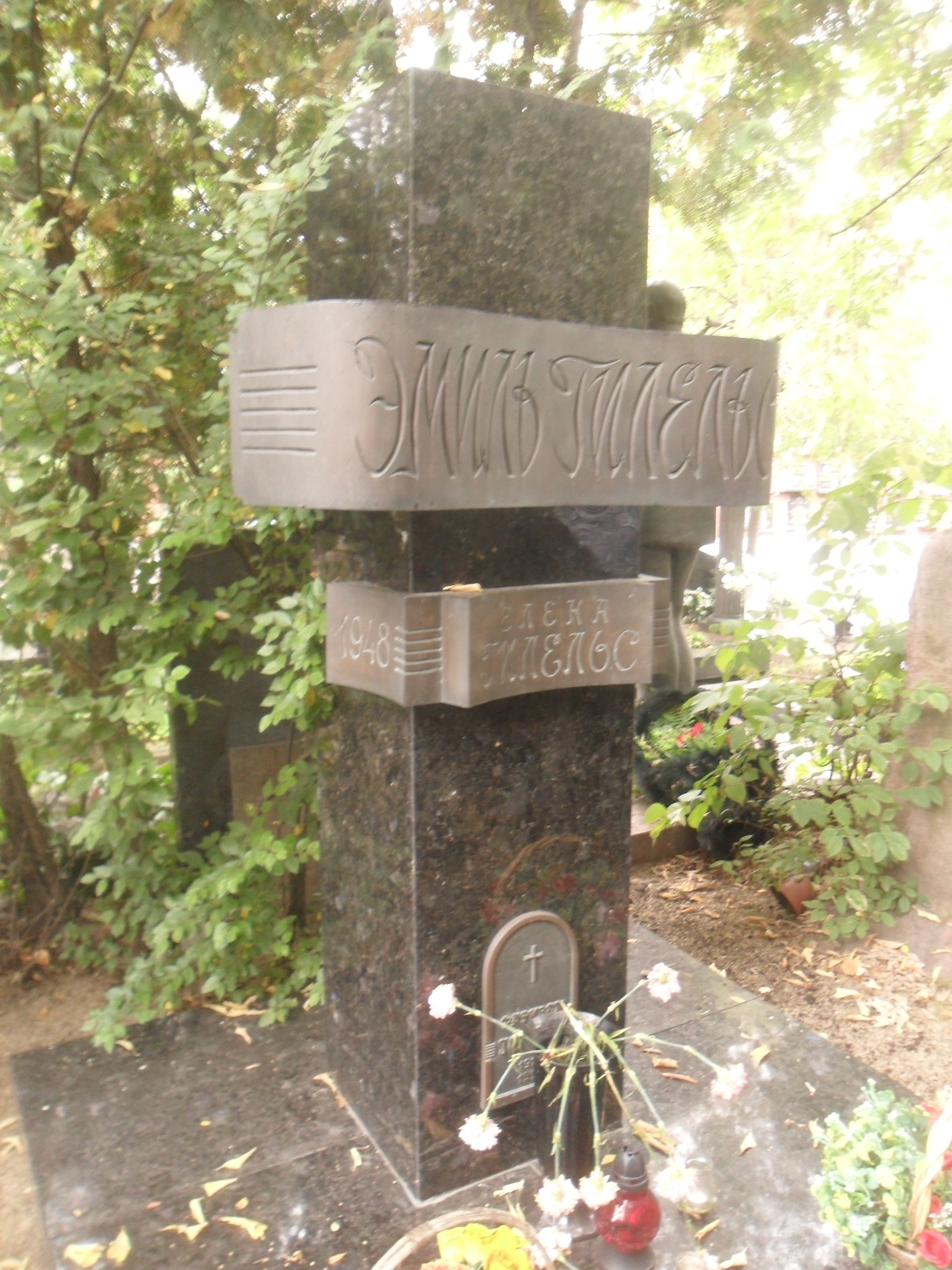
Могила Гилельса на Новодевичьем кладбище Москвы

С 1938 по 1976 год преподавал в Московской консерватории (с 1952 года — профессор). Среди его учеников наиболее известны М. В. Мдивани, В. П. Афанасьев, И. М. Жуков и Ф. И. Готлиб. Его ученики из союзных республик  СССР П. Лассман (Эстония), Б. Аннакурдов (Туркмения) и Н. Измаилов (Казахстан) стали ведущими пианистами и фортепианными педагогами своих стран.
Делал записи на крупнейших звукозаписывающих фирмах мира (Мелодия, DGG, EMI, BBC, Sony, SBC, Naxos, Columbia, Eterna, Suprafon, Angel, Brilliant Classics, Vista Vera, Orfeo и мн. др.). Официально Гилельс записал порядка 900 произведений, как в студии, так и с концертов. Количество неофициальных записей, а также перезаписей его дисков, не поддается учету. Многие записи Гилельса получили престижные международные премии.
Член жюри крупнейших международных исполнительских соревнований, среди которых Конкурс имени королевы Елизаветы (Брюссель) и Конкурс имени Лонг и Тибо (Париж). Возглавлял жюри по специальности «фортепиано» на первых четырёх Международных конкурсах имени Чайковского (1958, 1962, 1966, 1970). Под его личную ответственность победителем Первого конкурса Чайковского в 1958 году стал американец Вэн Клайберн, хотя руководство СССР настаивало на советском победителе. В 1966 г. на Третьем конкурсе Чайковского Гилельс, вопреки мнению многих коллег, настоял на присуждении 1 премии Григорию Соколову, ставшему впоследствии самым значительным музыкантом своего поколения.
Ряд лет сотрудничал с журналом "Советская музыка", автор статей, в том числе о Н.К. Метнере, Б.М. Рейнгбальд, гастролях советских пианистов.
Гилельс всегда отказывался подписывать "коллективные письма", которые власти вынуждали подписывать выдающихся деятелей искусства. В 1953 году он отказался подписать готовящееся коллективное письмо "против врачей-убийц", реально рискуя свободой. В 1974 г. отказался подписывать письма против Сахарова и Солженицына, за что его дочь Елену вычеркнули из списков поступивших в аспирантуру Московской консерватории.
За свою концертную деятельность, продолжавшуюся более 50 лет, Гилельс заработал для советского бюджета десятки миллионов долларов, получая лишь несколько процентов от этого. Он неизменно отказывался от всех многочисленных предложений покинуть СССР и всегда возвращался в Москву.
Скончался 14 октября 1985 года от осложнений диабета в Кремлёвской больнице. Его смерть была неожиданной, в ней обвиняли некомпетентных врачей, вовремя не оказавших ему необходимую помощь. Похоронен на Новодевичьем кладбище (участок № 10) в Москве.

## Творчество
Эмиль Гилельс — один из крупнейших музыкантов XX века. Необычайно широкий репертуар пианиста охватывал фортепианные произведения от эпохи барокко (И. С. Бах, Д. Скарлатти) до музыки XX века. Особое значение в его творчестве имели произведения Л. ван Бетховена. Пианист неоднократно исполнял и записывал все фортепианные концерты композитора, и его интерпретация пяти концертов Бетховена стала выдающимся явлением мирового искусства. "Немного соткалось в воздухе 50-х годов творений такой очищающей, умиротворяющей красоты, такого исцеляющего совершенства, как исполнение Гилельсом бетховенских фортепианных концертов", - писал Л. Гаккель. Не успел завершить работу по записи всех  фортепианных сонат и вариационных циклов Бетховена: на фирме "Дойче Граммофон" записаны 27 сонат из 32 (нет сонат №№ 1, 9, 22, 24 и 32) и все вариационные циклы, кроме 33 вариаций на тему Диабелли. Особыми достижениями музыканта были интерпретации виртуозных и философских сочинений Ф. Листа (запись фантазии на темы из оперы В. А. Моцарта «Свадьба Фигаро» стала сенсацией, а исполнение и запись си минорной Сонаты — художественным событием), сочинений К.-М. Вебера, Ф. Шуберта, Р. Шумана, К. Сен-Санса,  П. Чайковского, С. Рахманинова, А. Скрябина, А. Глазунова, С. Прокофьева, Д. Шостаковича, М. Вайнберга. Э. Гилельс первым способствовал возрождению в СССР музыки Николая Метнера, написав о нем статью и исполнив его фортепианные сонаты. Гилельс играл и записывал также сочинения Д. Кабалевского, Ф. Пуленка, П. Владигерова, Б. Сметаны и многих других. Единственным из великих пианистов XX века сыграл и записал все фортепианные концерты Бетховена, Брамса и Чайковского. Эталонным и непревзойденным было признано его исполнение Концерта Шопена ми минор. Первым, по просьбе автора, исполнил Восьмую сонату Прокофьева 29 декабря 1944 г. К высшим художественным достижениям исполнительства XX века относят интерпретации Гилельсом произведений импрессионистов — К. Дебюсси и М. Равеля. После блистательного исполнения сюиты из "Петрушки" Стравинского, фортепианная транскрипция которой была создана композитором специально для Артура Рубинштейна, сам  Арт. Рубинштейн отказался исполнять это сочинение, сказав, что ему не превзойти Гилельса. Обращение Гилельса к произведениям Моцарта сразу возвело его в ряд величайших его исполнителей и сделало постоянным гостем Зальцбургского фестиваля.
Эмиль Гилельс играл с крупнейшими дирижерами XX века: Г. фон Караяном, Ю. Орманди, Л. Бернстайном, Ф. Райнером, Л. Маазелем, К. Бемом, О. Йохумом, Дж. Селлом, С. Рэттлом, К. Мазуром, К. Зандерлингом, Д. Барбиролли, З. Мета, Р. Мути, Е. Светлановым, Г. Рождественским и многими другими. Его искусство ценили крупнейшие деятели культуры XX века: композиторы С. Рахманинов, С. Прокофьев, Д. Шостакович, Я. Сибелиус, Ф. Пуленк, Р. Щедрин, Д. Кабалевский, А. Локшин, М. Вайнберг и многие другие; пианисты В. Горовиц, Арт. Рубинштейн, И. Гофман, А. Боровский, В. Гизекинг, Н. Орлов, М. Лонг, Н. Буланже, Р. Левина, В. Клайберн, А. Гольденвейзер, С. Фейнберг, В. Софроницкий, Т. Николаева и другие; скрипачи Ф. Крейслер, Д. Ойстрах, Я. Хейфец, И. Стерн, Г. Шеринг и другие; а также Ч. Чаплин, С. Дали, М. Шагал, М. Андерсон, М. Каллас, И. Козловский, М. Ростропович, Д. Шафран и многие другие. С. Рахманинов слушал выступления молодого Гилельса по радио и назвал его своим преемником в пианизме.
Его игру характеризовали выдающаяся виртуозность, яркость и сила исполнения — и в то же время глубокая лиричность и деликатность интерпретации, тонкое чувство стиля. Гилельса отличало удивительное звучание рояля, его звук называли "золотым". Пианистическое мастерство Гилельса находилось на недосягаемой высоте. Уникальными художественными достижениями этого великого пианиста считают редкий баланс мысли и чувства в исполнении, а также высшую простоту и естественность.
«Когда я думаю о Гилельсе, всегда сравниваю его с Капабланкой. У Капабланки не было отдельных ходов — они всегда были крепко сцеплены и создавали шахматную картину. У Гилельса не было отдельных нот, он создавал картину музыкальную» (М. М. Ботвинник «Эмиль Гилельс: заочные встречи»).
Самая большая тайна искусства Гилельса — его "солнечность", при том, что великий музыкант обладал даром выражать все эмоции, в  том числе тяжелые и скорбные. "Искусство Гилельса помогает жить", — сказал Генрих Нейгауз, когда Гилельс был еще молод. Искусство Гилельса, его концерты и записи, действительно помогает жить уже нескольким поколениям людей. Совершенство, которое его гений принес в мир, было, по точному выражению Л. Гаккеля, «исцеляющим». В жизни, где всегда так не хватает ощущения справедливости и торжества добра, есть гармоничное и очищающее искусство Гилельса.

### Семья
- Сестра — Елизавета Григорьевна Гилельс (1919—2008)[75], скрипачка, музыкальный педагог.
- Единокровный брат — Гирш Герцевич (Григорий Григорьевич) Гилельс (1891—1974)[76], инженер-экономист[77][78], был женат на единоутробной сестре Эмиля Гилельса — Рухель Герш-Мееровне (Розалии Григорьевне) Динер (1900—1963)[79][80].
  - Племянник — Мирон Гиршевич (Григорьевич) Гилельс (1918—1981)[81][82], санитарный врач и учёный-медик, в 1950—1981 годах — главный врач санитарно-эпидемиологической станции Свердловского района Москвы; его жена — Надежда Николаевна Гилельс (1921—2007), пластический хирург, старший врач первого в СССР стационара косметической хирургии на улице Семашко, 5, в Москве[83][84].
  - Племянница — Зинаида Григорьевна Гилельс[англ.] (1924—2000), музыкальный педагог[85][86].
- Единоутробные сёстры — Рухель Герш-Мееровна (Розалия Григорьевна) Динер (в замужестве Гилельс, 1900—1963) и Фрейда Герш-Мееровна (Феня Григорьевна) Динер (1903—1978)[87], жили в Москве; сёстры Марьем Герш-Мееровна Динер (1899—1901)[88] и близнецы Этя-Фейга и Злата Динер (1910, обе умерли в 1911 году)[89], а также единоутробный брат — Иосиф Герш-Меерович Динер (1905—1906)[90] умерли в детстве.
- Первая жена (1940—1944) — Роза Владимировна Тамаркина (в браке Гилельс[40], 1920—1950), пианистка[91].
- Вторая жена — Фариза Альмахситовна Хуцистова (Ляля Александровна Гилельс, 1924—1998), композитор, выпускница Московской консерватории, автор фортепианных концертов и симфоний, осетинка по национальности.
  - Дочь — Елена Эмильевна Гилельс (1948—1996), пианистка, заслуженная артистка РСФСР (1991), была замужем за физиком Петром Порфирьевичем Никитенко (род. 1943). Внук — Кирилл Петрович Гилельс, юрист, президент Фонда содействия сохранению творческого наследия Эмиля Гилельса[91].

## Награды и звания
- Лауреат I Всесоюзного конкурса музыкантов-исполнителей в Москве (1933, 1-я премия).
- Лауреат Международного конкурса пианистов в Вене (1936, 2-я премия).
- Лауреат Международного конкурса имени Изаи в Брюсселе (1938, 1-я премия).
- Ленинская премия (1962) — за концертно-исполнительскую деятельность.
- Сталинская премия первой степени (1946) — за концертно-исполнительскую деятельность.
- Заслуженный деятель искусств РСФСР (5.11.1947).
- Народный артист СССР (27.03.1954).
- Герой Социалистического Труда (Указ Президиума Верховного Совета СССР от 18 октября 1976 года, орден Ленина и медаль «Серп и Молот») — за выдающиеся заслуги в развитии советского музыкального искусства и в связи с шестидесятилетием со дня рождения.
- Три ордена Ленина (15.09.1961, 14.10.1966, 18.10.1976).
- Орден Трудового Красного Знамени (28.12.1946).
- Орден Дружбы народов (7.08.1981).
- Орден «Знак Почёта» (03.06.1937) — за исключительные успехи в области музыкального искусства.
- Медаль «За доблестный труд в Великой Отечественной войне».
- Медаль «В память 800-летия Москвы» (1947).
- Командор ордена Леопольда I (Бельгия, 21.05.1968).
- Командор ордена «За культурные и художественные заслуги» (Франция, 1967).
- Премия Роберта Шумана (ГДР, 1973).
- Брамсовская медаль (Гамбург, 1973)[92].
- Золотая медаль города Парижа.
- Почётный член Лондонской королевской академии музыки (1969).
- Почётный профессор Музыкальной академии Ф. Листа (Будапешт, 1970)[93].
- Почётный академик Национальной академии «Санта-Чечилия» (Рим, 1980).
- Введён в Зал славы журнала Gramophone[94].

## Фильмография
- 1941 — «Киноконцерт 1941 года» — в фортепианном дуэте с Я. Флиером исполняют «Наварру» И. Альбениса
- 1943 — Рахманинов. Прелюдия соль минор. Эмиль Гилельс на военном аэродроме (документальный)
- 1957 — Бетховен. Аппассионата, 1 ч. (фильм, студия, Токио)
- 1958 — «Королева Бельгии Елизавета в Советском Союзе» (документальный)
- 1959 — Прокофьев. Соната № 3 (фильм, студия BBC, Лондон)
- 1959 — Концерт Эмиля Гилельса. Шуберт, Чайковский, Прокофьев (фильм, студия, Страсбург)
- 1959 — Чайковский. Концерт № 1/ А. Клюитанс (фильм-концерт, Париж)
- 1965 — Эмиль Гилельс исполняет Прелюдию Баха-Зилоти (фильм-концерт, Западный Берлин)
- 1966 — Шуберт. Соната ля минор (фильм, студия ВВС, Лондон)
- 1966 — Чайковский. Концерт № 1 / В. Дубровский (фильм-концерт, Москва)
- 1966 — «Играет Эмиль Гилельс» (документальный)
- 1969 — Чайковский. Концерт № 1 / А. Валленштайн (фильм-концерт, Нью-Йорк)
- 1969 — Концерт Эмиля Гилельса в Монреале (Бах-Бузони, Моцарт, Прокофьев)
- 1971 — Концерт Эмиля Гилельса в Оссиахе, Австрия (фильм-концерт, Моцарт, Бетховен, Шуман, Мендельсон)
- 1972 — Моцарт. Концерт № 27 / Н. Сазоньо (фильм-концерт, Турин)
- 1974 — Моцарт. Концерт К 365 / Елена Гилельс / Сковр (фильм-концерт, Прага)
- 1976 — Чайковский. Концерт № 1, 3 ч. Концерт к 200-летию Большого театра (Москва)
- 1976 — Шуман. Концерт / В. Вербицкий (фильм-концерт, Москва)
- 1977 — Концерт Эмиля Гилельса в БЗК (Москва). Бетховен, Прокофьев, Скрябин, Рахманинов, Бах-Зилоти
- 1977 — Концерт Эмиля Гилельса в БЗК (Москва). Шуман, Брамс, Шопен
- 1977 — Бетховен. Концерт № 5 /Ломбард (фильм-концерт, Страсбург)
- 1978 — Григ. Концерт / К. Андерсен (фильм-концерт, Берген)
- 1979 — Моцарт. Концерт № 27 / В. Овчинников (фильм-концерт, Москва)
- 1979 — Григ. Концерт / К. Дэвис (фильм-концерт, Лондон)
- 1979 — Чайковский. Концерт № 1 / З. Мета (фильм-концерт, Нью-Йорк)
- 1980 — Концерт к 80-летию Королевы-матери. Чайковский. Концерт № 1 / С. Рэттл (Лондон)
- 1982 — Сен-Санс. Концерт № 2 / П. Берглунд (фильм-концерт, Москва)
- 1982 — Чайковский. Концерт № 1 / П. Берглунд (фильм-концерт, Хельсинки)
- 1983 — Концерт Эмиля Гилельса. Брамс, Шуман (Москва)
- 1983 — Концерт Эмиля Гилельса в КЗЧ. Брамс. Шуман (Москва)
- 1983 — Григ. Концерт / П. Берглунд (фильм-концерт, Хельсинки)
- 1983 — Моцарт. Концерт № 27 / К. Мазур (фильм-концерт, Лейпциг)
- 1983 — Моцарт. Концерты К 365 и № 27 / Елена Гилельс / В. Овчинников (фильм-концерт, Москва)
- 1984 — Бетховен. Концерт № 3 / П. Берглунд (фильм-концерт, Хельсинки)
- 1986 — Феномен Эмиля Гилельса (документальный, Эстония)
- 1988 — Памяти Эмиля Гилельса с В. Заваллишем (Мюнхен)
- 1988 — Эмиль Гилельс. Жизнь в музыке (документальный)
- 1991 — Великий Гилельс (документальный)
- 2006 — Неукротимый Гилельс (документальный)
- 2016 — Эмиль Гилельс. Единственный и неповторимый (документальный)

## Память

Мемориальная доска Гилельса на доме 25 по Тверской улице в Москве, в котором он жил с 1950 по 1985 год.

- Мемориальная доска Гилельса на доме 25 по Тверской улице в Москве, в котором он жил с 1950 по 1985 год.На доме № 25/9 по Тверской улице в Москве, где жил музыкант, в 1988 году установлена мемориальная доска.
- В Одессе регулярно проводится Международный конкурс пианистов, посвящённый памяти Э. Гилельса.
- Имя пианиста в 2003 году присвоено Детской музыкальной школе № 38 в Южном округе города Москвы.
- На доме переулок Чайковского, 4 в Одессе, где жил Эмиль в 1933—1937 годах, в 2009 установлена мемориальная табличка.
- В 2016 году к 100-летию пианиста была выпущена двухрублёвая серебряная монета.
- В 2016 году к 100-летию пианиста в Московской консерватории был установлен его бюст.
- В 2019 году в Детской музыкальной школе № 1 в городе Одессе открыт Интерактивный музей Эмиля Гилельса и класс его имени.
- Детской музыкальной школе № 1 города Одессы присвоено имя выдающегося пианиста. С 10.06.2020 школа называется: «Школа искусств № 1 имени Э. Г. Гилельса г. Одессы».
- С 2016 года в Москве ежегодно проводятся Фестивали Эмиля Гилельса.
- В 2016 году фирма "Мелодия" выпустила юбилейный комплект из 50 компакт-дисков с наиболее полным собранием записей Гилельса.

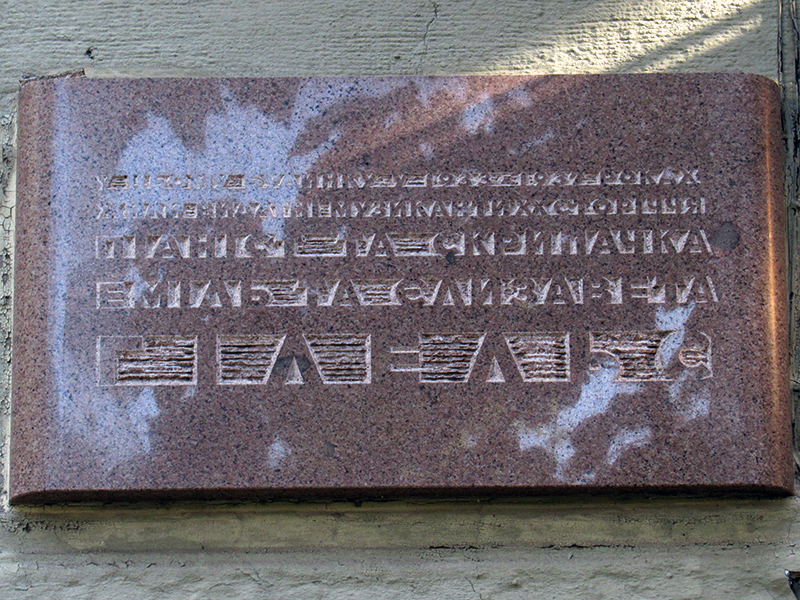
мемориальная доска Эмилю и Елизавете Гилельс в Одессе
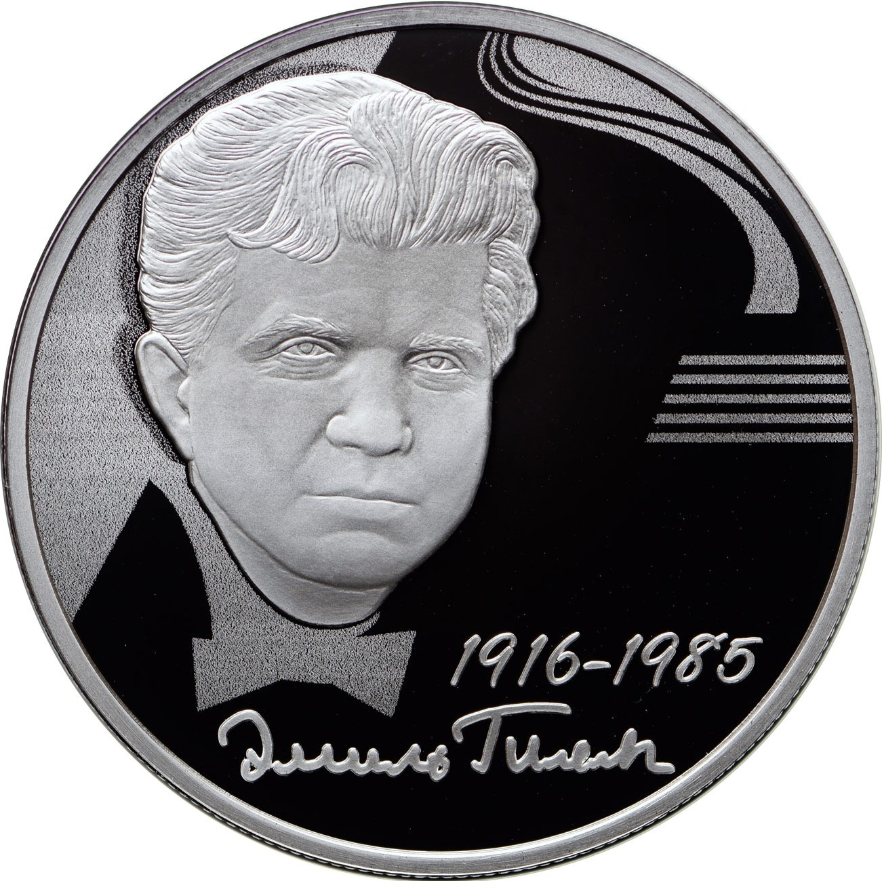
Серебряные 2 рубля 2016 года к 100-летию Эмиля Гилельса